# Joseph Bonnel
Joseph Bonnel (Florensac, 1939. január 4. – Pézenas, 2018. február 13.) francia válogatott labdarúgó-középpályás, edző.
A francia válogatott tagjaként részt vett az 1966-os labdarúgó-világbajnokságon.